# Chioneosoma sequenzi
Chioneosoma sequenzi är en skalbaggsart som beskrevs av Edmund Reitter 1902. Chioneosoma sequenzi ingår i släktet Chioneosoma och familjen Melolonthidae. Inga underarter finns listade i Catalogue of Life.